# Arrondissement Narbonne
Arrondissement Narbonne (fr. Arrondissement de Narbonne) je správní územní jednotka ležící v departementu Aude a regionu Okcitánie ve Francii. Člení se dále na 109 obcí.

## Dějepis
Arrondissement existuje od r. 1800.

Arrondissement Narbonne od 1800 do 1926 (žluté)
Arrondissement Narbonne od 1926 do 2016 (žluté)
Arrondissement Narbonne od 2017 (žluté)